# ワンセカンドチャンピオン
『ワンセカンドチャンピオン』（わんせかんどちゃんぴおん、原題：一秒拳王、英題：ONE SECOND CHAMPION）は、2020年に製作された香港のスポーツ映画。本作は、2020年の香港アジア映画祭のクロージング作品としてプレミア上映され、2021年3月香港で劇場公開された。本国では、8日連続単日興行成績1位を記録し、2021年の香港の年間ランキング5位にランクインした。また、本作は第27回香港映画評論家協会賞でプロモーションド・フィルム受賞に選ばれ、第17回香港映画監督協会年度賞では最優秀男優賞を受賞した。
日本では、2023年1月8日より全国劇場にて公開された。

## ストーリー
ヤン（エンディ・ザーウグヲクイン）は、生まれた時に1秒間だけ呼吸が止まった影響で＜1秒先の未来が見える＞という特殊能力に恵まれた。彼の能力を知った父親はギャンブルでのイカサマでヤンの能力を使用しようとするが、予見できるのはわずか1秒のため役には立たない。また、幼少期は“一秒神童”としてテレビに取り上げられていたが、ヤンの「大きくなったら能力を使って社会貢献したい」という願いもむなしく、その能力を有効活用することはできなかった。
時は経ち、堕落した大人になったヤンはバツイチで、聴覚障がいのある8歳の息子・リョウ（ホン・チョークロク）がいる。
ヤンはリョウの手術費を稼ぐためにギャンブルに熱中していたが、うまくいかず借金を抱えていた。ある日、ヤンの働くバーに借金取りが押しかけ、揉み合いになるが、ヤンは超能力を使い攻撃を全てかわす。
その様子がボクシングジムを経営しているシュン（チウ・シンハン）の目に留まり、ヤンはシュンの試合前の練習相手としてスカウトされる。はじめは興味がなく断っていたが、借金取りとの一件のあと仕事をクビになってしまい、しぶしぶシュンの練習に付き合い始めたヤン。しかし、徐々にボクシングに熱中していき、、特訓で得た技術と兼ね備えた能力で“ワンセカンドチャンピオン”として名を馳せるようになる。予見能力を使ったボクシングが知れ渡り、実力を批判され、ライセンスが剥奪されそうになるヤン。そんな中、ヤンとリョウは事故に遭い、リョウを助けようとしたヤンは予見能力を失ってしまう。
チャンピオンのジョー（チャーノン・サンティナトーンクン）との試合が待ち受ける中、ヤンは戦い抜くことができるのだろうか――。

## キャスト
- ヤン：エンディ・ザーウグヲクイン（英語版）
- ジョー：チャーノン・サンティナトーンクン（英語版）
- シュン：チウ・シンハン
- リン・ミンチェン
- ホン・チョークロク
- ロー・ホイパン
- ワー・ユンフー

## スタッフ
- 監督・原作：チウ・シンハン（英語版）
- 脚本：アシュレイ・チェン、ホー・シウホン、リー・ホウティン、リン・テチチュン
- エグゼクティブプロデューサー：シア・ユー、ロヴィニア・チウ
- プロデューサー：マン・プイヒン
- 撮影：オリバー・ロー
- 美術：フォク・プイ・シェ
- アクション監督：リョン・ポックヤン
- 編集：タン・マントー
- 音響：ライ・チーフン
- 日本配給：ライツキューブ

## 映画祭・受賞
- 第27回香港映画批評家協会賞 - 最優秀作品賞ノミネート、プロモ-ションド・フィルム受賞、最優秀脚本賞ノミネート
- 第17回香港映画監督協会賞 - 最優秀男優賞受賞（エンディ・ザーウグヲクイン）
- 2020年度香港映画脚本家協会賞 - 最優秀キャラクター解釈賞受賞（エンディ・ザーウグヲクイン）、推薦脚本賞受賞